# 5916 van der Woude
5916 van der Woude este un asteroid din centura principală de asteroizi.

## Descriere
5916 van der Woude este un asteroid din centura principală de asteroizi. A fost descoperit pe 8 mai 1991 la Observatorul Palomar de Eleanor Francis Helin. Asteroidul prezintă o orbită caracterizată de o semiaxă mare de 2,32 ua, o excentricitate de 0,11 și o înclinație de 9,3° în raport cu ecliptica.